# Surin (província)
Surin é uma província da Tailândia. Sua capital é a cidade de Surin.